# تونی باراس
تونی باراس (انگلیسی: Tony Barras؛ زادهٔ ۲۹ مارس ۱۹۷۱) بازیکن فوتبال اهل بریتانیا است.
از باشگاه‌هایی که در آن بازی کرده‌است می‌توان به باشگاه فوتبال یورک سیتی، باشگاه فوتبال روترهام یونایتد، باشگاه فوتبال هارتل پول یونایتد، باشگاه فوتبال مکلسفیلد تاون، باشگاه فوتبال استوک‌پورت کانتی، باشگاه فوتبال نوتس کانتی، باشگاه فوتبال نیو میلز، باشگاه فوتبال ردینگ، باشگاه فوتبال ویتون آلبیون، باشگاه فوتبال هالیفاکس تاون، باشگاه فوتبال استالی‌بریج سلتیک، باشگاه فوتبال پلیموث آرگیل، و باشگاه فوتبال والسال اشاره کرد.